# ویاندار ده لا ورا
ویاندار ده لا ورا (به اسپانیایی: Viandar de la Vera) یک شهرداری در اسپانیا است که در استان کاسرس واقع شده‌است. ویاندار ده لا ورا ۲۸ کیلومتر مربع مساحت و ۲۷۹ نفر جمعیت دارد.